# Cimarron (film 1931)
Cimarron (ang. Cimarron, 1931) – amerykański western na podstawie opowiadania Edny Ferber, opisujący wydarzenia związane z kolonizacją Dzikiego Zachodu, a rozgrywający się w Oklahomie. Nagrodzony trzema Oscarami. W 1960 Anthony Mann zrealizował jego remake pod tym samym tytułem, z Glennem Fordem i Marią Schell w rolach głównych.

## Fabuła
Pod koniec XIX w. terytorium Oklahomy zostało otwarte przez amerykański rząd dla nowych osadników. Rodzina Cravatów udaje się tam, by rozpocząć nowe życie. Yancey Cravat (Richard Dix) staje się jednym z najbardziej szanowanych obywateli. Wyprawa przeciw Indianom z plemienia Cherokee jest wyzwaniem zarówno dla niego, jak i jego żony Sabry (Irene Dunne).

## Obsada
- Richard Dix jako Yancey Cravat
- Irene Dunne jako Sabra Cravat
- Estelle Taylor jako Dixie Lee
- Roscoe Ates jako Jesse Rickey
- William Collier Jr. jako The Kid
- Nance O’Neil jako Felice Venable
- George E. Stone jako Sol Levy

i inni